# Adam Foods
Adam Foods és un grup alimentari català amb seu a Barcelona propietat de Xavier Ventura Ferrero i família. Es va fundar el 2015 com a resultat de l'escissió del grup Nutrexpa en dos grups alimentaris diferents: Adam Foods i Idilia Foods. Adam Foods es propietària de reconegudes marques que competeixen en els sectors de les galetes, pa de motlle, pastissets y patés, i ostenta el lideratge espanyol en venda de galetes amb una quota de mercat del 21%.

## Història
L'origen d'Adam Foods és a l'empresa d'alimentació Nutrexpa, fundada a Barcelona per José Ignacio Ferrero i José María Ventura. El 2014, les famílies Ferrero i Ventura van acordar dividir el conglomerat en dos grups a partir de l'1 de gener del 2015: Idilia Foods i Adam Foods. Idilia, controlada per la família Ferrero, es va quedar amb les marques de xocolata Cola Cao, Nocilla, Paladín, Okey i Mesura, i Adam va passar a controlar la resta de productes alimentaris com les galetes Cuétara i Artiach, i marques com La Piara, Granja San Francisco, Phoskitos y Aneto, amb sis fàbriques a Espanya i una a Portugal.
Una de les operaciones de més envergadura d'Adam Foods després de la seva segregació va ser la compra el 2016 del negoci de pa de motlle de Panrico a la multinacional Bimbo, així com les plantes de fabricació de Gulpilhares (Portugal) y Teror (Las Palmas). Bimbo havia comprat Panrico el 2015, però per evitar problemes d'excés de quota de mercat amb la Comissió Nacional dels Mercats i la Competència va decidir vendre la panificadora a Adam.
L'any 2023, Adam Foods va comprar la històrica companyia Galetes Camprodon, fabricant de marques com Birba i Núria.

## Marques i productes[5]
- Cuétara (galetes)
  - TostaRica
  - Campurrianas
  - Oceanix
- Artiach (galetes)
  - Chiquilín
  - Dinosaurus
  - Princesa
  - Marbú Dorada
  - Artinata
  - Filipinos
- La Piara (patés)
- Panrico (pa de motlle)
- Granja San Francisco (mel)
- Aneto (brou)
- Phoskitos (pastissets)
- Gitanitos (pastissets)
- Pez (caramels; distribuidor a Espanya)